# 미남고교 지구방위부 LOVE!
미남고교 지구방위부 LOVE!(美男高校地球防衛部LOVE!)는 2015년 1월에 방영된 애니메이션으로 우마타니 쿠라리가 만들고 디오미디어가 제작했다. 감독은 타카마츠 신지, 각본은 요코테 미치코이다. 2015년 1월 6일부터 3월 24일까지 방영되었다. 이 이야기는 평범한 소년들이 외계로부터 온 신비한 생명체가 준 이상한 힘을 가지게 되어, 자신들이 '방위부'가 되는 이야기이다. 5인 각각 독특한 선천적인 힘으로 전지구의 적과 싸우러 나가는 이야기다.
동년 8월의 이벤트에서 제2기의 제작이 발표되었다. 제2기는 2016년 7월부터 9월까지 방영되었다.